# Мелбурн (Кентаки)
Мелбурн (енгл. Melbourne) град је у америчкој савезној држави Кентаки.

## Демографија
По попису из 2010. године број становника је 401, што је 56 (-12,3%) становника мање него 2000. године.
| Група             | 2000.       | 2010.       |
| Белци             | 456 (99,8%) | 396 (98,8%) |
| Афроамериканци    | 0 (0,0%)    | 0 (0,0%)    |
| Азијати           | 0 (0,0%)    | 1 (0,2%)    |
| Хиспаноамериканци | 0 (0,0%)    | 3 (0,7%)    |
| Укупно            | 457         | 401         |